# 도다 다다자네
도다 다다자네(일본어: 戸田忠真, 1651년 12월 23일 ~ 1729년 12월 19일)는 에도 시대 중기의 다이묘이다. 시모사 사쿠라번 제2대 번주, 에치고 다카다번주, 시모쓰케 우쓰노미야 번 초대 번주를 지냈다. 에도 막부에선 친형 아키모토 다카토모와 같이 노중을 역임하였다. 우쓰노미야 번 도다가 제4대 당주. 다하라번주 도다 다다마사의 차남으로 태어났다.
| 전임 도다 다다마사 | 제2대 사쿠라번 번주 (도다가) 1699년 ~ 1701년 | 후임 이나바 마사미치 |

| 전임 이나바 마사미치 | 다카다번 번주 (도다가) 1701년 ~ 1710년 | 후임 마쓰다이라 사다시게 |

| 전임 아베 마사쿠니 | 제1대 우쓰노미야 번 번주 (도다가) 1710년 ~ 1729년 | 후임 도다 다다미 |